# Dallas Open 2025 - Qualificazioni doppio
Le qualificazioni del singolare del Dallas Open 2025, giocate dal 1 febbraio al 2 febbraio 2025, sono state un torneo di tennis preliminare per accedere alla fase finale della manifestazione. I vincitori dell'ultimo turno sono entrati di diritto nel tabellone principale. In caso di ritiro di uno o più giocatori aventi diritto a questi sono subentrati i lucky loser, ossia i giocatori che hanno perso nell'ultimo turno ma che avevano una classifica più alta rispetto agli altri partecipanti che avevano comunque perso nel turno finale.

## Teste di serie
1. Ryan Seggerman /  John-Patrick Smith (ultimo turno)

1. Christian Harrison /  Evan King (qualificati)

## Qualificati
1. Christian Harrison /  Evan King

## Tabellone
|  | Primo turno | Primo turno                       | Primo turno                       | Primo turno | Primo turno |  |  | Ultimo turno | Ultimo turno                      | Ultimo turno                      | Ultimo turno | Ultimo turno |  |
|  |             |                                   |                                   |             |             |  |  |              |                                   |                                   |              |              |  |
|  | 1           | Ryan Seggerman John-Patrick Smith | Ryan Seggerman John-Patrick Smith | 6           | 6           |  |  |              |                                   |                                   |              |              |  |
|  | Alt         | Radu Albot Taro Daniel            | Radu Albot Taro Daniel            | 2           | 4           |  |  | 1            | Ryan Seggerman John-Patrick Smith | Ryan Seggerman John-Patrick Smith | 3            | 2            |  |
|  | WC          | Hans Hach Verdugo James Trotter   | Hans Hach Verdugo James Trotter   | 5           | 3           |  |  | 2            | Christian Harrison Evan King      | Christian Harrison Evan King      | 6            | 6            |  |
|  | 2           | Christian Harrison Evan King      | Christian Harrison Evan King      | 7           | 6           |  |  |              |                                   |                                   |              |              |  |